# Viterbo (Caldas)
Pour les articles homonymes, voir Viterbo (homonymie).
Viterbo est une municipalité située dans le département de Caldas, en Colombie.